# Haliclona agglutinata
Espèce
Haliclona agglutinata est une espèce d'éponges de la famille des Chalinidae.

## Distribution
L'espèce est décrite des côtes de l'île de Pâques, dans l'océan Pacifique.

## Taxinomie
L'espèce Haliclona agglutinata est décrite en 1990 par Ruth Desqueyroux-Faúndez.